# Hekigotō Kawahigashi
Hekigotō Kawahigashi (河東 碧梧桐, Kawahigashi Hekigotō); 26 février 1873 à Chifune, district de Onsen (aujourd'hui Matsuyama) dans la préfecture d'Ehime - 1er février 1937), né Heigorō Kawahigashi (河東 秉五郎, Kawahigashi Heigorō), est un essayiste et poète japonais de haiku.
Ses deux tombes se trouvent au Hōtō-ji à Kyoto et au cimetière du temple Bairin-ji à Tokyo.

## Biographie
Kawahigashi Hekigotō, né le 26 février 1873, est le 5e fils d'un vassal et enseignant du domaine de Matsuyama nommé Kawahigashi Kon (河東 坤). Son véritable nom est Heigorō (秉五郎).
Il entre à l'école secondaire en 1888 et apprend le baseball en 1889 de Masaoka Shiki rentré au pays.

## Source de la traduction
- (de) Cet article est partiellement ou en totalité issu de l’article de Wikipédia en allemand intitulé « Kawahigashi Hekigotō » (voir la liste des auteurs).